# اچ‌ام‌اس کنت (۱۹۰۱)
اچ‌ام‌اس کنت (۱۹۰۱) (به انگلیسی: HMS Kent (1901)) یک کشتی بود که طول آن ۴۶۳٫۵ فوت (۱۴۱٫۳ متر) بود. این کشتی در سال ۱۹۰۱ ساخته شد.